# Tecticornia bibenda
Tecticornia bibenda es una especie de planta de la subfamilia de las Salicornioideae, procedente de Australia Occidental. Su tallo segmentado le confiere una apariencia similar a la de un Bibendum, de ahí su nombre. La T. bibenda quedó décima clasificada en las especies catalogadas por el International Institute for Species Exploration.

## Descripción
Es un arbusto erecto que alcanza un tamaño de 0,5-1,2 m de altura. Florece en agosto-octubre en suelos de arena salada con un poco de arcilla sobre caliche y yeso, cerca de los bordes de playas yesíferas y lagos de sal en un terreno plano o suavemente ondulado.

## Taxonomía
Tecticornia bibenda fue descrita por K.A.Sheph. & S.J.van Leeuwen y publicado en Nuytsia 16: 388 2007.